# Gustav Sobottka
Gustav Sobottka (* 12. Juli 1886 in Turowen, Landkreis Johannisburg, Ostpreußen; † 6. März 1953 in Ost-Berlin) war ein deutscher Politiker.

## Leben
Gustav Sobottka war ein Sohn des Landarbeiterehepaares Adam und Auguste Sobottka. Die Familie siedelte 1895 nach Röhlinghausen (heute südwestlichster Stadtteil von Herne) im Ruhrgebiet über. Die Sobottkas gehörten den streng religiösen „Muckern“ an. 1901 wurde Gustav konfirmiert und begann im gleichen Jahr die Arbeit im Bergbau. 1909 heiratete er die Dienstmagd Henriette (Jettchen) Schantowski. Das Paar bekam eine Tochter und zwei Söhne. Von August 1914 bis November 1918 nahm Gustav Sobottka am Ersten Weltkrieg teil.
1910 trat Sobottka in die SPD ein; seine Frau folgte ihm 1912. Später wurde er Mitbegründer der Unabhängigen Sozialdemokratischen Partei Deutschlands und trat Ende 1920 der Kommunistischen Partei Deutschlands bei. Daneben war Sobottka Gründungsmitglied und Leiter der Gruppe Bergbau in der KPD-nahen Gewerkschaft Union der Hand- und Kopfarbeiter, deren Überführung in den ADGB er sich 1925 zunächst widersetzte, dann aber gemeinsam mit Anton Jadasch bewerkstelligte.
Von 1921 bis 1932 war er Abgeordneter der KPD im Preußischen Landtag sowie Leiter der Industriegruppe Bergbau beim ZK der KPD. Nach seinem Ausschluss aus dem freigewerkschaftlichen Bergarbeiterverband 1928 gehörte er 1929 zu den Gründern und Leitungsmitgliedern der RGO. 1930 wurde er Generalsekretär der Miners’ International Federation (Internationaler Verband der Bergarbeiter). Er wurde nicht mehr als Kandidat für die preußische Landtagswahl am 24. April 1932 aufgestellt und übernahm eine Aufgabe im Apparat der Roten Hilfe. Nach der Machtübernahme der NSDAP arbeitete er zunächst im Untergrund, dann im Saargebiet sowie in Paris. Im Frühjahr 1935 beorderte ihn die Rote Gewerkschafts-Internationale nach Moskau. Gegen Ende 1935 gelangten auch Jettchen Sobottka und der jüngste Sohn Gustav über Paris in die Sowjetunion. Im April 1937 wurde er im Deutschen Reich ausgebürgert.
Der ältere Sohn Bernhard blieb in Deutschland. Er war zeitweise im Konzentrationslager und starb, auch an den Folgen der Haft, im Sommer 1945. Gustav junior machte in Moskau zunächst eine Ausbildung.  Im Februar 1938, während der Zeit des Großen Terrors, wurde er dort als Mitglied einer angeblichen Hitlerjugend-Organisation verhaftet. Er starb im September 1940 in der Haft.
1945 kehrte Gustav Sobottka, der im Zusammenhang mit der Verhaftung seines Sohnes zeitweilig seine Gewerkschaftsarbeit hatte aufgeben müssen, aus der Sowjetunion in die Sowjetische Besatzungszone als Leiter einer KPD-Gruppe für Mecklenburg, der Untergruppe Sobottka der Gruppe Ulbricht zurück.
Von 1947 bis 1948 war er Präsident der Zentralverwaltung für Brennstoffindustrie; von 1949 bis 1951 war er im Ministerium für Schwerindustrie der DDR Leiter der Hauptverwaltung Kohle.

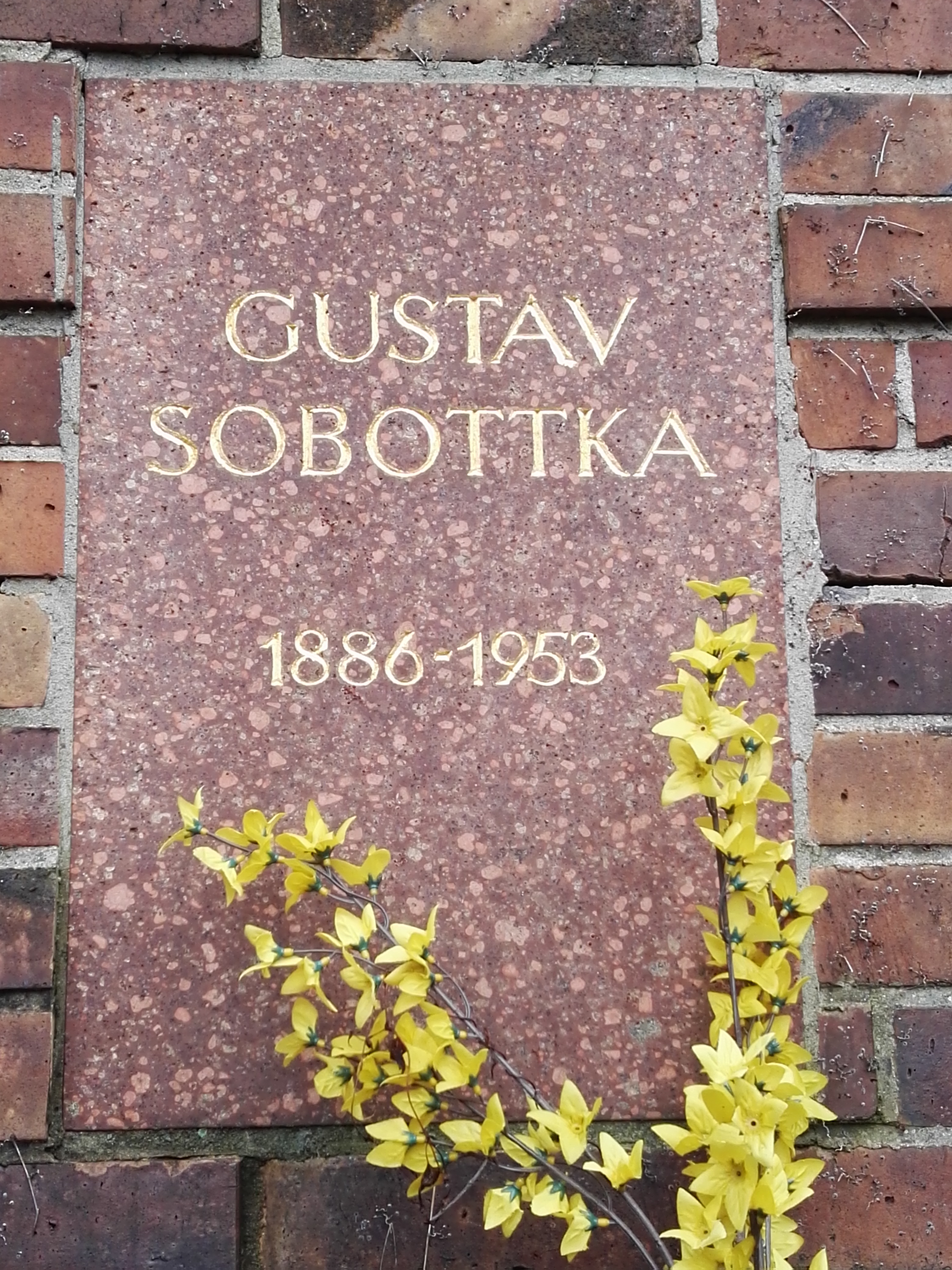
Grabstätte

Gustav Sobottka starb nach seiner Ehrenpensionierung als „Verdienter Bergmann der DDR“ am 6. März 1953 in Berlin, angeblich soll er vor Freude über Stalins Tod einen Herzschlag erlitten haben. Seine Urne wurde in der Gedenkstätte der Sozialisten auf dem Zentralfriedhof Friedrichsfelde in Berlin-Lichtenberg beigesetzt. Die Rehabilitierung des Sohnes Gustav im Jahre 1956, einer Phase der Entstalinisierung, erlebte nur noch Jettchen Sobottka.

## Ehrungen
- Ehrenpension als Kämpfer gegen den Faschismus
- Verdienter Bergmann der DDR
- Nach Gustav Sobottka war der VEB Braunkohlenwerk in Röblingen benannt, außerdem zahlreiche Straßen und Schulen in der DDR. In Zeitz gibt es auch heute noch die Gustav-Sobottka-Straße.
- Auch mehrere Truppenteile der NVA besaßen den Ehrennamen „Gustav Sobottka“.

## Filme
- Vom Geheimnis eines Revolutionärs – Nachdenken über Gustav Sobottka, Dokumentarfilm, 45 Minuten, Deutschland 1995, Regie: Hans-Dieter Rutsch, im Auftrag des WDR, Redaktion: Beate Schlanstein